# انريكي ميزا
انريكي ميزا (بالإسبانية: Enrique Meza) (3 مارس 1948 بمدينة مكسيكو في المكسيك - ) هو مدرب كرة قدم ولاعب كرة قدم مكسيكي في مركز حراسة المرمى. لعب مع تايجرز أونال وكروز آزول.

## وصلات خارجية
- انريكي ميزا على موقع قاعدة بيانات كرة القدم.إي يو (الإنجليزية)
- انريكي ميزا على موقع عالم كرة القدم.نت (الإنجليزية)